# Wilhelm Deecke (geolog)
Johannes Ernst Wilhelm Deecke, född 25 februari 1862 i Lübeck, död 23 oktober 1934 i Freiburg im Breisgau, var en tysk geolog, son till Ernst Georg Wilhelm Deecke.
Deecke disputerade för doktorsgraden i Strassburg 1884. År 1893 blev han privatdocent i Greifswald, 1893 e.o. och 1905 ordinarie professor där i geologi och paleontologi, 1906 i Freiburg i samma ämnen och 1907 därjämte direktor för Badens geologiska undersökning. 
Under sin verksamhet i Greifswald ägnade han sitt arbete åt Nordtysklands geologiska förhållanden, och en sammanfattning av dessa forskningar gav han i Geologie von Pommern (1907). Därvid kom han att närmare sysselsätta sig med de lösa blocken i de lösa jordlagren, särskilt sådana av sedimentära bergarter. 
Hans arbeten inom området kastar ett visst ljus över östersjöområdets geologi och är av stor vikt för förståendet av förhållandena i Fennoskandias södra randzon. Han företog flera studieresor till Skandinavien, delvis med Emil Cohen, för att skaffa tillförlitliga jämförelser mellan de lösa blocken och deras nordiska moderklyft. Efter sin flyttning till Freiburg ägnade han sig mer åt allmän geologi och tektonik och utgav Geologie von Baden (tre delar, 1916-1918).